# Joan Francesc Bahí i Fontseca
Joan Francesc Bahí i Fontseca (Blanes, 23 d'abril de 1775
- Barcelona, 1841) fou un metge, botànic i militar català. Pertanyent al llinatge dels Bahí procedent de la Pera (l'Empordà) Estudià el batxillerat a Barcelona i medicina a la Universitat de Cervera on es llicencià (1793) i doctorà (22 de desembre de 1794). Va ser nomenat metge militar el 1795 i el 1799 adquirí una plaça de catedràtic al Reial Col·legi de Medicina i Cirurgia a Burgos. El 1802 traduí al castellà els Elementa Terminologicae Botanicae de Josef Plenck. El 1805 entrà a la Reial Acadèmia de Ciències Naturals i Arts de Barcelona. El 1807 és elegit catedràtic de l'Escola Botànica de la Junta de Comerç. D'aquesta institució es publiquen diverses memòries algunes de les quals en català. Fou mobilitzat durant la guerra del Francès. De 1815 a 1820 reconstruí el Jardí Botànic de Barcelona amb més d'un miler de plantes i amb aportacions del botànic D. Candolle. Amb motiu de l'epidèmia de febre groga declarada a Barcelona el 1821, es declara partidari d'aïllar sanitàriament la Barceloneta la qual cosa provoca una revolta popular (és cremat en efígie) i ha de marxar cap a Tiana. Durant la primera guerra carlina un dels seus fills és afusellat.

## Biografia
Joan Francesc Bahí i Fonseca va néixer a Blanes el 23 d'abril de 1775. Era fill del metge Joan Bahí i Coderch i d'Isabel Fonseca, tots dos veïns de la vila. La família paterna, però, sembla que provenia del llinatge dels Bahí de la Pera, petit enclavament de l'Empordà. Després de realitzar els primers estudis al mateix Blanes, als tretze anys, com feien a l'època molts joves de la seva condició, es va traslladar a Barcelona per obtenir el grau de batxiller amb la idea d'accedir a estudis superiors.
El panorama educatiu de la Barcelona de l'època era totalment controlat per les institucions religioses. Si bé existien diversos centres educatius que impartien els primers i segons ensenyaments, després del tancament de l'escola de Cordelles, a causa de l'expulsió dels jesuïtes el 1767, el centre docent amb més prestigi era el Col·legi Tridentí Episcopal. Aquest centre va ser el triat per la família Bahí i va ser on el nostre protagonista va romandre al llarg de tres cursos acadèmics.
L'any 1735 havien estat restaurats els ensenyaments al Seminari o Col·legi Tridentí de Barcelona. En un principi només s'hi impartien classes per a la formació de sacerdots, però, ben aviat, quan Felip V va atorgar validesa per a l'obtenció de grau acadèmic als seus estudis de teologia i filosofia, la institució va obrir les portes al públic en general. S'hi podia ingressar a partir dels sis anys i obtenir el grau de batxillerat cap als disset. Encara que s'hi impartien classes de física i matemàtiques, la formació que es rebia a les aules era clarament humanística. El programa d'estudis aprofundia en els coneixements de la llengua castellana i llatina i dedicava bona part dels seus continguts a les disciplines relacionades amb les qüestions teològiques i filosòfiques. Resulta difícil calibrar el profit intel·lectual que el jove Bahí va obtenir del seu pas per les aules del Col·legi. Hi va cursar tres anys de filosofia, i va obtenir el grau de batxillerat amb la qualificació de Nullo Censorum discrepante ac primae classis. Aquesta era una certificació oficial del bon rendiment escolar del jove Bahí. Nosaltres, després d'haver llegit molts documents sorgits de la seva ploma, podem corroborar que des de molt jove els escrits del nostre home mostren una retòrica florida i plena d'erudició. Un estil que denota una destresa i uns coneixements que tenen els seus orígens en les primeres etapes educatives. En aquest sentit, Bahí no és res més que un exemple de la formació que rebien les generacions de la seva època, en què s'incloïen el domini dels recursos lingüístics i la possessió d'un bagatge cultural ampli com a pilars de la formació de l'home culte del seu temps.
```
L'any 1791, amb només setze anys, el nostre jove protagonista, segurament amb la voluntat de seguir les mateixes passes que el pare, ingressava a la Facultat de Medicina de la Universitat de Cervera, única institució universitària existent en aquella època al Principat. Efectivament, després de la derrota catalana a la guerra de Successió espanyola, Felip V va decidir abolir totes les universitats del Principat i traslladar tots els estudis universitaris a Cervera, població que durant el conflicte li havia restat fidel. En aquest centre hi havia facultats de teologia, cànons, humanitats, medicina i filosofia. La carrera de medicina constava de quatre anys a la Universitat i un de pràctiques fora. Els tres primers anys eren dedicats exclusivament a preceptes i en el quart, a més de la part teòrica que estudiaven, els alumnes havien d'estar agregats a algun professor, que acompanyaven en la visita a malalts. Acabat el quart any se'ls conferia el títol de Batxiller en Medicina, però la borla de Doctor no els era concedida sense un cinquè any de pràctiques a Cervera o a les ciutats de Barcelona, Tarragona, Girona, Lleida, Tortosa o Vic, i havien de presentar un testimoni del metge amb el qual practiquessin, compulsat pel corregidor de la ciutat. Tanmateix, l'aspirant a metge Bahí no va haver de seguir tot aquest procés. L'esclat de la guerra contra França el 1793 va capgirar el curs normal dels seus estudis.
```

Les necessitats militars del moment van provocar la mobilització del nostre jove estudiant de medicina, que s'enrolava a la milícia com a practicant de medicina en l'exèrcit del Rosselló i Catalunya. Sembla que la condició militar va provar al nostre home. Ben aviat, el 1794, era ascendit a practicant major i destinat a l'hospital militar de Figueres, on en reconeixement de les seves aptituds se li va confiar el càrrec de secretari del doctor Josep Masdevall (s. XVIII - 1801), inspector general d'epidèmies i cap mèdic de l'exèrcit de campanya. Masdevall era un metge amb una gran reputació, metge de cambra del rei, gaudia d'una bona posició a la Cort. Aquesta relació seria crucial per al futur professional de Bahí, que, plenament conscient d'aquestes circumstàncies, sempre va mantenir una bona relació amb el metge figuerenc a qui anomenava sovint el seu “protector”.
Probablement un primer fruit de l'amistat amb Masdevall va ser la dispensa d'estudis que el Consell de Castella va donar a Bahí el mateix 1794, en reconeixement dels seus serveis en els hospitals de campanya, i que representava no haver de cursar el quart curs que encara li quedava a Cervera ni el preceptiu any de medicina pràctica. Aquesta dispensa va fer possible que un joveníssim Bahí –només tenia 19 anys– aconseguís tots els graus de la medicina amb una velocitat que, sense cap mena de dubte, podem qualificar de meteòrica: en tan sols dues setmanes, des del 9 al 22 de desembre d'aquell mateix any, va obtenir successivament els graus de batxiller, llicenciat i doctor.
Amb aquests títols a la butxaca i veient en la carrera militar una oportunitat per fixar el seu horitzó professional, Bahí va ser nomenat el 1795 metge de número dels reials exèrcits. Aquell mateix any, acabada la guerra i extingits els hospitals de campanya, i deslliurat de les obligacions d'una mobilització permanent, el nostre jove metge militar iniciava el procés d'ascensió professional en el camp civil, que com anirem veient el va dur a ocupar diversos càrrecs de responsabilitat. Una ascensió que començava amb uns avals de primera categoria i que representaven els rèdits de la seva primera campanya bèl·lica. Es tractava de dos certificats dels seus mèrits professionals signats pel marquès de Vanmarke, cap dels hospitals militars de l'exèrcit i pel mateix Masdevall. A tall d'exemple, veiem el que Masdevall deia del nostre protagonista:
```
“Certifico: que el doctor en Medicina D. Juan Francisco Bahí y Fonseca, Médico de Números de los Reales Exércitos, me ha servido de Secretario durante todo el tiempo de mi Comisión, llevando él solo el peso de la Secretaría; me ha acompañado en mis viajes y visitas a los Hospitales en los quales le he mandado hacer varias y muchas visitas
 
extraordinarias; y mediante su conocido talento, capacidad, e inteligencia he podido desempeñar mejor y con más acierto las obligaciones de mi Comisión, en la cual y en la averiguación de lo que pasaba en los Hospitales me he podido dedicar mejor con la confianza que he podido hacer de dicho Bahí en todos los ramos de la Secretaría: por lo que le contemplo acreedor a la piedad y gracias particulares del Soberano.”
```

```
Aquesta bona consideració dels seus superiors va fer que el 1797 el rei li atorgués el fur militar i les prerrogatives de l'ús d'uniforme de metge de l'exèrcit. Sense que hagués de fer cap esforç, i a conseqüència del decret d'unificació de les facultats de medicina i cirurgia del 1799, el rei li lliurava el títol de cirurgia mèdica. També com a conseqüència d'aquest mateix decret i en aquest mateix any, se’l nomenava catedràtic de botànica al recentment creat Col·legi de Cirurgia de Burgos.
```

Aquest nomenament l'hem de vincular en part a les gestions que Masdevall degué fer prop de la Cort, però sobretot hi va tenir un paper decisiu l'amistat que unia el nostre home a Carles Nogués (1752-1817), metge combatent contra la França revolucionària, catedràtic a Cervera entre 1785 i 1794, i, per tant, professor de Bahí. Nogués, que havia estat nomenat vicedirector de la institució burgalesa, s'havia d'encarregar de la part docent, cobrint principalment les places de professor amb un grup de cirurgians i metges catalans de la seva confiança. Amb aquest nomenament Bahí iniciava la seva faceta com a docent de botànica i introduïa en el seu currículum una targeta de presentació excepcional. Va ser per aquesta època, el 1802, quan el nostre flamant catedràtic, segurament veient la seva posició professional i financera consolidada, va decidir contraure matrimoni. Ho va fer amb Isidora Fabricias, nascuda a Cuba i resident a la capital catalana des dels sis anys, filla de Francesc Fabricias i de Caterina d'Asbert, veïns de Barcelona i dedicats al comerç. El matrimoni va tenir cinc fills: quatre nois i una noia.
```
Resulta difícil esbrinar quins eren els coneixements botànics del nou catedràtic, amb una més que probable formació botànica poc sòlida. A Cervera l'ensenyament de la botànica era més aviat testimonial i el que Bahí pogué aprendre sobre botànica medicinal al costat de Masdevall no era suficient per regentar una càtedra d'un ensenyament superior. Potser per aquesta raó Bahí va voler reforçar la seva docència amb l'autoritat d'un manual que li servís de guiatge en les seves classes. Fruit d'aquesta voluntat va ser la seva traducció dels 
Elements de la nomenclatura botànica
 del metge austríac Josef Plenk. Aquesta era una obra d'introducció a la botànica que amb un estil clar i metòdic explicava els conceptes de la morfologia vegetal i introduïa els alumnes a l'estudi del sistema sexual de les plantes preconitzat per Carl Von Linné. El llibre va ser publicat pel Col·legi de Cirurgia de Barcelona, va tenir una bona acollida entre els docents de les escoles de cirurgia de la resta de l'Estat i va esdevenir el llibre de text dels principals col·legis de cirurgia espanyols. Tanmateix, aviat, el 1804, una nova reestructuració dels estudis de medicina tornava a separar les carreres de medicina i cirurgia, cosa que provocava el tancament del Col·legi de Burgos. Bahí va cessar en la seva càtedra de botànica i va quedar disponible amb dret a percebre la meitat del sou com a pensió fins que no se’l destinés a un càrrec equivalent.
```

Amb tota probabilitat Bahí no va deixar d'exercir de metge mentre atenia les seves classes de botànica. Sembla que aquesta activitat mèdica va ser prou encertada, cosa que va fer possible que el nostre home es fes un nom en la comunitat mèdica local. Almenys així ho hem d'entendre atesa la demanda dels seus serveis que diverses poblacions de les actuals províncies de Burgos i Palència li van fer l'estiu del 1804 per lluitar contra una epidèmia de paludisme que causava gran mortaldat en la població. Bahí s'hi va lliurar de ple i va recórrer els pobles afectats. Utilitzant com a mètodes terapèutics la quina, la neteja de cases i carrers i l'eliminació de les aigües estancades, aconseguí minimitzar els estralls de l'epidèmia. Els alcaldes de les viles alleujades pels efectes d'aquestes mesures, en prova de reconeixement i agraïment, van elevar escrits al secretari d'estat Pedro Ceballos en què elogiaven les bones arts del nostre metge. Bahí, que va estimular tot el que va poder aquests escrits, va aprofitar aquesta lluita contra el paludisme per sol·licitar al Govern que el nomenessin inspector general d'Epidèmies de Castella la Vella. Quan semblava que tot estava a favor d'aquest nomenament, un informe final del bisbat de Burgos ho va engegar tot a rodar. El bisbe d'aquesta diòcesi minimitzava les actuacions de Bahí i les considerava com les que hauria dut a terme qualsevol facultatiu davant d'un brot palúdic com aquell. Bahí va veure frustrada la reorientació de la seva carrera civil. Burgos semblava una opció exhaurida.
```
Potser per aquesta raó la següent baula de la trajectòria vital del nostre home la tornem a trobar en la capital catalana. I per què a Barcelona? Bahí devia ser un home ben informat, al corrent de tot el que es cuinava a la Cort amb relació a la seva professió. Segurament que estava assabentat que el Govern planejava la creació d'una xarxa de nous jardins botànics especialitzats en l'ensenyament de la botànica i de l'agricultura, dependents del de Madrid, i que s'havien d'instal·lar preferentment a les capitals de província. A la Ciutat Comtal ja n'existia un, de jardí botànic, sota la custòdia del Col·legi de Cirurgia, cosa que havia de facilitar la creació d'una escola de botànica i d'agricultura. Bahí hi degué pensar. El 1805, pocs mesos abans que el pla governamental es materialitzés en una reial ordre, Bahí s'instal·lava a Barcelona.
```

```
De seguida va sol·licitar el seu ingrés a la Direcció de Botànica de la Reial Acadèmia de Ciències Naturals i Arts de Barcelona. L'aval que representava la seva estada a Burgos li va obrir les portes d'aquesta institució sense cap dilació. Va ser admès el desembre d'aquell mateix any i va arribar a ser director de botànica i agricultura, censor i vicepresident de la mateixa Acadèmia. En aquesta institució es va afanyar a llegir diverses memòries sobre les relacions de la botànica i l'agricultura i els beneficis que l'estudi d'ambdues disciplines podien reportar a la indústria i l'economia del país. Fins i tot, en una de les sessions acadèmiques va presentar els resultats de diversos experiments amb plantes tinctòries per demostrar les seves qualitats científiques. Es tractava de proveir-se d'una reputació d'expert botànic amb vocació d'aplicar aquest coneixement a la millora de l'agricultura, un perfil que havia d'encaixar amb les demandes curriculars del futur professor de botànica i agricultura de la ciutat.
```

El 20 de març de 1807 apareixia el decret de fundació de l'Escola d'Agricultura i Botànica de Barcelona, en el qual Bahí era nomenat professor. Si tenim en compte el que deia la Reial ordre de creació de la xarxa d'escoles d'agricultura abans esmentada, aquest nomenament incorria clarament en una irregularitat. Se saltaven les disposicions d'aquesta Reial ordre que deixava ben clar que els professors de les noves escoles havien d'haver estat formats a les aules del Jardí Botànic de Madrid. Bahí no complia aquest requisit. Sens dubte, les bones relacions a la Cort i la càtedra de Burgos, com un bon actiu d'experiència pedagògica a explotar, el van ajudar extraordinàriament per tal que aquesta disposició no representés cap escull per aconseguir el nomenament. El nou professor d'agricultura i botànica, però, no va poder prendre possessió del seu càrrec de manera immediata. Una nova contesa bèl·lica determinava de nou la trajectòria vital del nostre home. La guerra del Francès esclatava al maig de 1808 i paralitzava per complet l'activitat normal del país.
Bahí, com a metge militar, va ser mobilitzat i va ser nomenat el setembre de 1808 Consultor de Medicina dels hospitals de Catalunya, la qual cosa el va obligar a desplaçar-se per tot el Principat seguint les tropes espanyoles i bastint nombrosos hospitals de campanya. Una vegada finalitzat el conflicte, ens trobem amb un Bahí veterà de guerra, amb un full de serveis implacable, investit de l'aurèola triomfalista dels vencedors que, sens dubte, el va ajudar a reforçar el seu reconeixement. Aquest prestigi i l'ajuda del secretari d'Estat Ceballos i del marquès de Campo Sagrado, a les ordres del qual Bahí havia servit durant la guerra, i aleshores capità general de Catalunya, ben segur que van contribuir decididament perquè fos confirmat el 1815 al capdavant de l'Escola d'Agricultura.
```
Aquesta nova escola naixia sota els auspicis de la Junta de Comerç de Barcelona, que també es feia càrrec del jardí que el 1788 havia cedit el marquès de Ciutadilla al Reial Col·legi de Cirurgia, pràcticament abandonat, i que havia de servir com a seu de la nova institució escolar. Bahí de seguida va posar fil a l'agulla. En pocs mesos va convertir el que més aviat era una horta en un veritable jardí pedagògic. El març de 1815 informava la Junta que el jardí, amb un miler d'espècies a l'abast, ja estava preparat per iniciar la docència. A partir d'aquest moment les tasques de remodelació del jardí van ser constants. Malgrat l'estret marge de maniobrabilitat que significava l'escàs pressupost que la Junta hi destinava —només mil rals mensuals—, Bahí va anar proveint la instal·lació de tots els elements indispensables per a la tasca docent. Així, la tardor de 1816 Bahí anunciava que ja s'hi havien disposat els parterres amb les vint-i-quatre classes de Linné i que prop de tres mil espècies diferents ja estaven a l'abast de l'alumnat i del públic en general. Aquesta darrera havia estat una tasca que, en part, s'havia dut a terme gràcies a la col·laboració de Mariano Lagasca (1776-1839) i Augustin-Pyranus de Candolle C1778-1841), que des de les seves càtedres als respectius jardins de Madrid i de Montpeller havien enviat generosament llavors per ajudar el jardí barceloní.
```

Encara que Bahí no va aconseguir acomplir del tot els objectius que s'havia marcat en el seu projecte pedagògic, sí que hem de reconèixer que va ser capaç d'elevar el jardí a un grau notori d'operativitat. Almenys, així ho avalen no tan sols la tasca docent que s'hi va desenvolupar, sinó també la gran quantitat d'assajos i experiments agronòmics que s'hi van realitzar. La intenció del nostre home era la de convertir el Jardí Botànic de Barcelona en el segon d'Espanya, després del de Madrid, és clar. Bahí assegurava que el Jardí de Barcelona, a diferència del de Madrid, “no presenta estatuas, mármoles, arcos y juegos de aguas”, però tanmateix l'avantatjava en la seva tasca experimental, ja que “ofrece en recompensa ensayos los más importantes que se van a estender para el bien particular y para el general de la nación”. Unes afirmacions que, deixant de banda la possible fatxenderia de Bahí, no deixen de ser certes en bona part i que, d'alguna manera, es veurien corroborades quan les Corts liberals decretaven la creació de càtedres de botànica i agricultura segons el plan de la de Barcelona.
La mateixa Junta de Comerç de Barcelona mostrava la seva confiança en el nou professor d'agricultura i botànica en nomenar-lo responsable —juntament amb Francesc Carbonell (1768-1837), professor de química, i Francesc Santpons (1756-1821), professor de mecànica— de la redacció del nou periòdic cientificotècnic que la mateixa institució llançava: les Memorias de Agricultura y Artes. Aquesta va ser una publicació que en el decurs de sis anys —des de 1815 fins a 1821— va aparèixer mensualment a Barcelona. Cada número constava de tres seccions: agricultura, química i mecànica. Bahí es va fer càrrec de la primera, posant de manifest, a través dels seus escrits, un ampli coneixement del tema i es va mostrar com un expert agronòmic. La novetat, l'experimentació i la informació rigorosa van ser els eixos bàsics de la publicació. La inveterada pràctica agrícola es presentava com una tècnica moderna basada en l'experimentació i la innovació. Una pretensió que queda ben reflectida en la diversitat de temes tractats en els 101 articles que s'hi van arribar a escriure.
No hem d'oblidar, però, que Bahí va ser abans que res metge en exercici. Nomenat metge en cap de l'Hospital Militar de Barcelona després de la guerra del Francès, va tenir un paper important durant l'epidèmia de febre groga que va afectar la capital del Principat el 1821. Aquesta malaltia era una novetat en el panorama epidemiològic conegut fins llavors. L'origen i la naturalesa de la malaltia constituïen un veritable enigma. Al principi, la hipòtesi contagionista, que també preconitzava l'origen exòtic de la malaltia, va ser la que va dominar, però van ser molts els metges que van veure en el no-contagi i les causes locals la caracterització més factible de la febre groga. La polèmica entre els metges estava servida. Immediatament es van formar dos grups dins Ia corporació mèdica: contagionistes i infeccionistes.
Bahí, com a vocal de la Junta de Sanitat de Barcelona i ferm partidari de la teoria contagionista de la malaltia, va aconsellar a les autoritats l'aïllament del port de la ciutat i del barri de la Barceloneta, llocs on s'havien registrat els primers casos de la malaltia. Aquesta va ser una mesura enormement impopular. Si a aquest malestar de la població hi afegim la mala maror política del moment —el règim liberal patia un setge absolutista constant i a la frontera el Govern antiliberal de França amenaçava amb un exèrcit nombrós— comprendrem la resposta irada dels habitants del barri marítim, que, atemorits per les conseqüències de la seva incomunicació van prendre el nostre home com a cap d'esquila, i en un dels avalots que es van produir el van arribar a cremar en efígie, en forma de ninot abillat de catedràtic, amb birret doctoral i una recepta a la mà. Bahí va fugir cames ajudeu-me de Barcelona i es va refugiar a Tiana, on va esperar el final de l'epidèmia i el retorn a la calma ciutadana.
Amb la caiguda del règim constitucional el 1823, Espanya entrava en un període convuls. Fins al 1833, en què s'instaurà un règim absolutista implacable. Es reprimeix qualsevol activitat que pugui posar en qüestió l'autoritat. Se suspenen drets ciutadans, se sotmet a una fèrria censura tota mena de publicacions i es tanquen institucions culturals i científiques. A partir de 1833, amb la mort de Ferran VII i amb la pugna per la successió a la corona, s'enceta un període de guerres civils que trasbalsaran l'activitat i les vides dels ciutadans. Totes aquestes circumstàncies van fer que el tram final de la vida del nostre home fos també un període fosc i trist. Malgrat continuar al capdavant de l'Escola d'Agricultura de la Junta de Comerç, la seva activitat científica va ser pràcticament inexistent. A més, les morts sobtades i successives de dos dels seus fills i l'afusellament d'un tercer, per part de les tropes del general Cabrera durant el decurs de la primera carlinada, l'afligiren profundament. Bahí no es va recuperar d'aquestes sotragades i el seu to vital va anar decaient fins a la data de la seva mort, esdevinguda a Barcelona el 24 de novembre de 1841.